# Ū̱́
Ū̱́ (minuscule : ū̱́), appelé U macron accent aigu macron souscrit, est une lettre latine utilisée dans l’écriture du kiowa.
Il s’agit de la lettre U diacritée d’un macron, d’un accent aigu et d’un macron souscrit.

## Représentations informatiques
Le U macron accent aigu macron souscrit peut être représenté avec les caractères Unicode suivants : 
- composé et normalisé NFC (latin étendu A, diacritiques) :

| formes    | représentations | chaînes de caractères | points de code       | descriptions                                                                         |
| --------- | --------------- | --------------------- | -------------------- | ------------------------------------------------------------------------------------ |
| capitale  | Ū̱́               | Ū◌̱◌́                   | U+016A U+0331 U+0301 | lettre majuscule latine u macron diacritique macron souscrit diacritique accent aigu |
| minuscule | ū̱́               | ū◌̱◌́                   | U+016B U+0331 U+0301 | lettre minuscule latine u macron diacritique macron souscrit diacritique accent aigu |

- décomposé et normalisé NFD (latin de base, diacritiques) :

| formes    | représentations | chaînes de caractères | points de code              | descriptions                                                                                     |
| --------- | --------------- | --------------------- | --------------------------- | ------------------------------------------------------------------------------------------------ |
| capitale  | Ū̱́               | U◌̱◌̄◌́                  | U+0055 U+0331 U+0304 U+0301 | lettre majuscule latine u diacritique macron souscrit diacritique macron diacritique accent aigu |
| minuscule | ū̱́               | u◌̱◌̄◌́                  | U+0075 U+0331 U+0304 U+0301 | lettre minuscule latine u diacritique macron souscrit diacritique macron diacritique accent aigu |